# كرايسس
كرايسس هي لعبة قتال وتصويب منظور الشخص الأول خيال علمي طورت من قبل كرايتيك ونشرت من قبل إي ايه للحاسب الشخصي في نوفمبر 2007.  بنيت على محرك الالعاب كراي انجن ٢ من تطوير نفس الشركة ، اشتهرت ب تفوق بصرياتها والتعقيد التقني لفزياء عالمها الافتراضي حتى امام قدرات الحواسب الشخصية آنذاك وعليه تأخر اصدارها لأجهزة الكنسول لأربع سنوات حتي صدرت في أكتوبر 2011 لأجهزة Xbox 360 و PlayStation 3 .
تدور أحداث اللعبة في جزيرة استوائية في المحيط الهادئ حيث يتعامل بطل اللعبة والمسمى نوماد وهو جندي في فريق القوات الخاصة الأمريكية مذودا ببزة خاصة تسمي نانو سوت تمنحه قدرات خاصة واستثنائية امام العدو ومع غزو أجنبي للأرض في عام 2020
اكتسبت الميزات الرسومية للعبة الكثير من الاهتمام منذ عرضها للجمهور. وعند إصدارها نالت العديد من الجوائز وتم اختيارها من قبل عدد كبير من النقاد للحصول على لقب «لعبة العام» لعام 2007. في مؤتمر EA ، تم الإبلاغ عن بيع أكثر من مليون نسخة من اللعبة في جميع أنحاء العالم بحلول النهاية يناير 2008 وتم مؤخرا إصدار اللعبة مرة اخري تحت عنوان "Crysis Remastered" في 23 يوليو 2020 لوحدة تحكم ألعاب Nintendo Switch وفي 18 سبتمبر 2020 لأجهزة الكمبيوتر الشخصية وأجهزة Xbox One و PlayStation 4، تحت محرك CryEngine V المعاد تصميمه. تم إصدار إصدار الكمبيوتر الشخصي حصريًا لمتجر Epic Games Store

## قصة اللعب
في جزر لانجشن بالقرب من سواحل الفلبين الشرقية يرسل جيك وفرقته قوة دلتا التابعة لل الولايات المتحدة لاكتشاف سر اختفاء علماء جيولوجيين داخل جزيرة تسيطر عليها قوة عسكرية معادية حيث اللاعب وفريقه مرتدين بدلات حديثة في قوة عسكرية تقوم بقتال عدوين هما الجيش الشعبي الكوري ولاحقا جيش خارجي فضائي يكتشف داخل جبل بالجزيرة.

## الرسومات
تستخدم اللعبة محرك الرسومات CryEngine2 ، الذي تم تطويره بواسطة كراي تك Crytech. هذا هو أول محرك كامل يدعم كلاً من DX9 و DX10. يدعم المحرك أيضًا المعالجات متعددة النواة، لذلك يتم تقسيم الحسابات المختلفة إلى نوى مختلفة، مما يحسن الأداء الفني للعبة. يتم توجيه البرنامج لتحديد عدد المعالجات أو النوى للكمبيوتر وتقسيم حمل المعالجة بينها. يمكن تشغيل اللعبة في نسختين: أحدهما يدعم معيار تشغيل 32 بت والآخر يدعم معيار تشغيل 64 بت. كان الهدف من تطوير الإصدار الثاني هو زيادة الأداء بنحو 15٪ في المعالجات وأنظمة التشغيل التي تدعم معيار عمل 64 بت.
يستخدم CryEngine2 عددًا من التقنيات الجديدة التي لم يتم تنفيذ معظمها معًا في الألعاب قبل تطويرها. طورت شركة Kreitech نفسها معظم تقنيات المحركات، بما في ذلك:
- الجسيمات اللينة : يستخدم محرك اللعبة هذه التقنية لتصوير تأثيرات الدخان والنار والغبار. الجسيمات لها ظل يعطي النار والغبار مظهرًا أكثر واقعية.
- تقنية التظليل المتقدمة : يمنح إجراء التظليل الكائنات مظهرًا وملمسًا أكثر تشابهًا مع الكائنات الحقيقية. يمكن أن يجعل الظل الجسم يبدو مبتلاً أو لامعًا أو خشنًا. يدعم محرك اللعبة Shade Model 4.0.
- الإضاءة الديناميكية واسعة النطاق (HDR): تتيح تقنية الإضاءة هذه للمشاهد ذات الاختلافات الكبيرة في الإضاءة والتباين العالي أن تبدو أكثر واقعية.
- أشعة الشمس والضوء الذي يمر عبر المواد : تم تصميم الإضاءة في اللعبة بحيث يبدو أن الضوء يخترق من خلال أشياء معينة، على سبيل المثال أوراق النخيل، ويجعلها تتوهج. التأثير مشابه لتأثير النظارات الشمسية.
- الظلال الناعمة : عادةً، يمكن رؤية تكوين البكسل لحواف الظل في ألعاب الكمبيوتر. في اللعبة، تكون الظلال ديناميكية وحوافها «أكثر نعومة».
- عدم وضوح الحركة : تخدع التكنولوجيا المشاهد بجعل الحركة تبدو أكثر سلاسة من المعتاد. سيتم تعتيم الأجسام المتحركة وفقًا لسرعتها. هذه هي الطريقة التي ستبدو بها حركة الكاميرا - عندما تتحرك الكاميرا بسرعة، ستظهر ضبابية الشاشة بأكملها.
- عمق المجال : يمكن أن يعزز عمق المجال من تجربة اللعبة بعدة طرق. يحاكي عمق المجال سلوك العين أو الكاميرا من خلال تعتيم الأشياء على مسافة أبعد أو أقرب من المنطقة التي تتركز فيها العين. هذه التقنية هي أيضًا أداة سينمائية، عندما يريد المطورون جعل اللاعب يركز على كائن معين.
- تكيف العين : يشبه المحرك تكيف العين البشرية بالتغيرات الفورية أو الكبيرة في ظروف الإضاءة، مثل الخروج من غرفة مظلمة إلى منطقة مشمسة.
- التبديل بين النهار والليل : يتقدم الوقت في اللعبة مع تقدم المراحل، بحيث تشرق الشمس وتغرب أثناء اللعب. في وضع تعدد اللاعبين، يبلغ طول كل يوم في اللعبة ساعتين.
- البحر ثلاثي الأبعاد : يتشكل البحر ديناميكيًا بفعل الرياح والأمواج. سوف تتناثر الأمواج على الشاطئ حسب شكله وعمق البحر. كما يتم عرض الظلال والإضاءة المناسبة في الماء.
- الغيوم الضخمة : باستخدام تقنية تجميع متقدمة، طورت Kreitech غيومًا تبدو ضخمة ومضاءة في الوقت الفعلي بحيث يمكن الحركة من خلالها. تلقي الغيوم بظلالها على ما يقع تحتها.
- مجموعة متنوعة من الحيوانات : في جميع أنحاء الجزيرة توجد عدة أنواع من الحيوانات، بما في ذلك الدجاج والأسماك والطيور والضفادع وسرطان البحر والسلاحف. الحيوانات لديها ذكاء اصطناعي محدود للغاية، وسوف تستجيب لأفعال الممثل.

## الخصائص الفيزيائية لعالم اللعبة
تتميز اللعبة بالسلوك المادي التفاعلي للبيئة حيث وفي بيئة اللعبة التفاعلية كالاكواخ والسيارات والنباتات واغلب المجسمات المتحركة المختلفة ذات ديناميكية مستقلة تمامًا، لذا يمكن للاعب التقاط الأشياء المختلفة ورميها بعيدا ويمكن تدمير معظمها في أي وقت. ستتغير البيئة وفقًا لأفعال اللاعب وسيتحرك الغطاء النباتي عند اصطدامه بجسم متحرك أو ملامسته، وسيتم تدميره وكسره عند اصطدامه بالرصاص. التأثير ليس بصريًا فقط، حيث يمكن للأشجار المتساقطة جرح الجنود وإلحاق الضرر بهم. يمكن تدمير الكبائن بسهولة نسبيًا، على سبيل المثال من تحطم طائرة مروحية، مما يؤدي إلى مقتل جميع الأشخاص فيها. بمساعدة حركة الغطاء النباتي، يمكن للاعب تحديد موقع جنود العدو كما تم تصميم اسلوب اطلاق النار والرماية لخلق شعور بأن اللاعب يطلق سلاحًا حقيقيًا. كما يصعب محاولة إطلاق النار على هدف بعيد تحديًا بسبب ارتداد السلاح وقوة الجاذبية التي تؤثر على المسار الباليستي للرصاص.

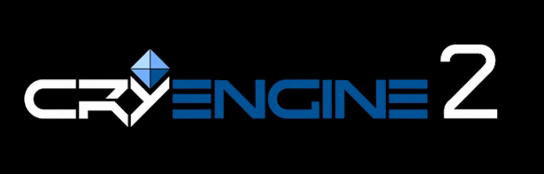
شعار محرك تشغيل اللعبة علي بي سي

## روابط خارجية
- كرايسس على موقع IMDb (الإنجليزية)